# Oberbechingen

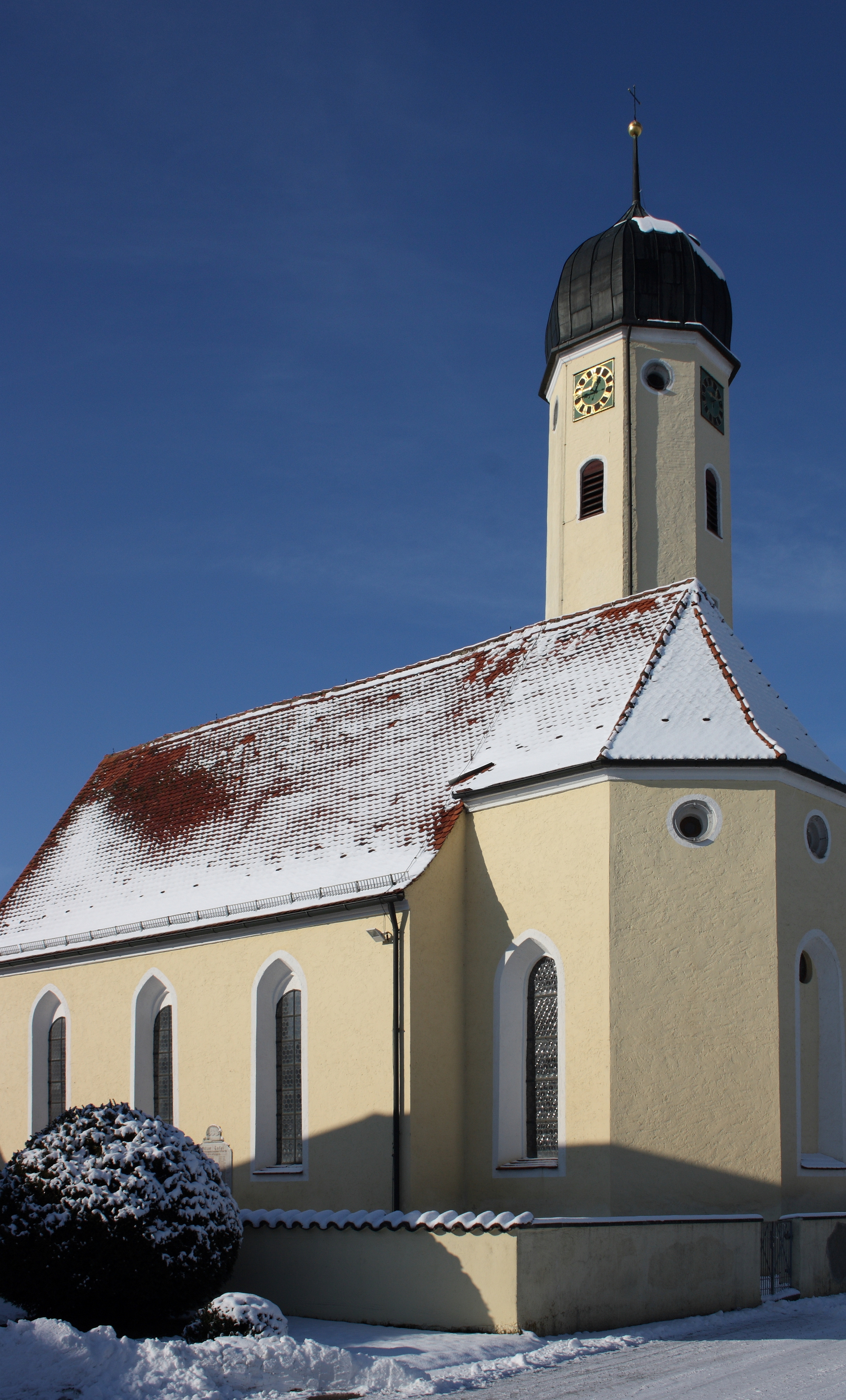
Katholische Pfarrkirche St. Michael

Oberbechingen ist ein Ortsteil der Gemeinde Bachhagel im Bezirk Schwaben (Bayern) im Landkreis Dillingen an der Donau.

## Geographie
Oberbechingen liegt im Bachtal im Nordwesten des Landkreises Dillingen an der Donau in Nordschwaben in Bayern an der Grenze zu Baden-Württemberg.
Das Kirchdorf liegt auf einer Höhe von 479 m ü. NN und hat 427 Einwohner.

## Geschichte
Oberbechingen wurde erstmals im Jahre 1143 erwähnt.
Es gehörte, wie auch Bachhagel, zum Fürstentum Pfalz-Neuburg. Fürst Otthenrich verkaufte Oberbechingen, sodass es ab 1581 Hans Caspar Roth von Schreckenstein gehörte, der das Schloss errichtete.

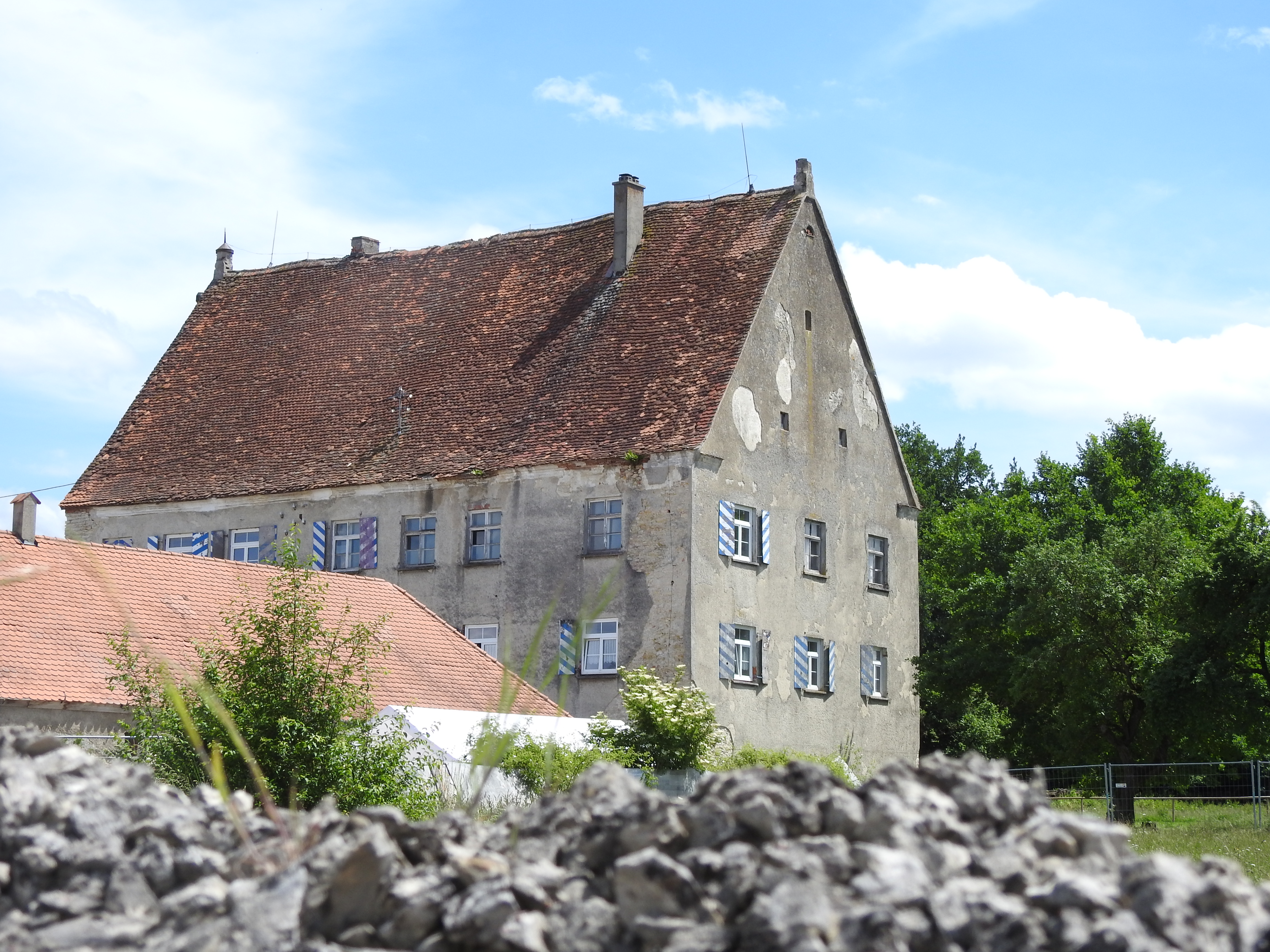
Schloss Oberbechingen

Am 1. Mai 1978 wurde die bis dahin selbständige Gemeinde in die Gemeinde Bachhagel eingegliedert.

## Wappen
Das Wappen zeigt auf der linken Hälfte ein weißes Einhorn auf schwarzem Grund. Rechts ist ein schwarzer Flügel auf gelbem Grund abgebildet.

## Baudenkmäler
Siehe: Liste der Baudenkmäler in Oberbechingen

## Bodendenkmäler
Siehe: Liste der Bodendenkmäler in Bachhagel

## Infrastruktur
In Oberbechingen gibt es ein Gemeindehaus (erbaut 2002), ein renoviertes Pfarrheim (2004). Außerdem gibt es ein Schloss.

## Söhne und Töchter des Ortes
- Agreda Dirr (1880–1949), Taubstummenpädagogin